# Лорд, Уолтер
Уолтер Лорд (англ. Walter Lord; 8 октября 1917 — 19 мая 2002) — американский писатель, известный по документально-исторической книге «Последняя ночь», рассказывающей о гибели лайнера «Титаник».

## Биография
Лорд родился в Балтиморе, Мэриленд, в семье Джона Уолтерхауза и Генриетты Хоффман. Его отец, который был адвокатом, умер когда Уолтеру было три года. Его дед, Ричард Курзон Хоффман, был президентом пароходной компании «Baltimore Steam Packet Company» в 1890-х годах.
Лорд окончил среднюю школу Джильма, а в 1939 году Принстонский университет, где изучал историю. Позже он поступил в Йельскую школу права, но прервал обучение, чтобы вступить в армию из-за нападения на Пёрл-Харбор. Во время Второй мировой войны был назначен клерком в Управление стратегических служб. К окончанию войны был секретарём агентства. После этого Лорд вернулся в Йельский университет, где получил степень в области права.

## Карьера
Хотя Лорд написал двенадцать бестселлеров, таких как, «День позора» (1957), «Невероятная победа» (1967), «Время стоять» (1961), «Пири на полюсе» (1963), «Хороший год» (1962), «Одинокая вахта» (1977), «Прошлое, что не умрёт» (1965), но самым известным является бестселлер 1955 года «Последняя ночь», о гибели «Титаника». В 1958 году по книге был снят одноимённый фильм. Для книги Лорд разыскал 63 оставшихся в живых пассажира корабля.

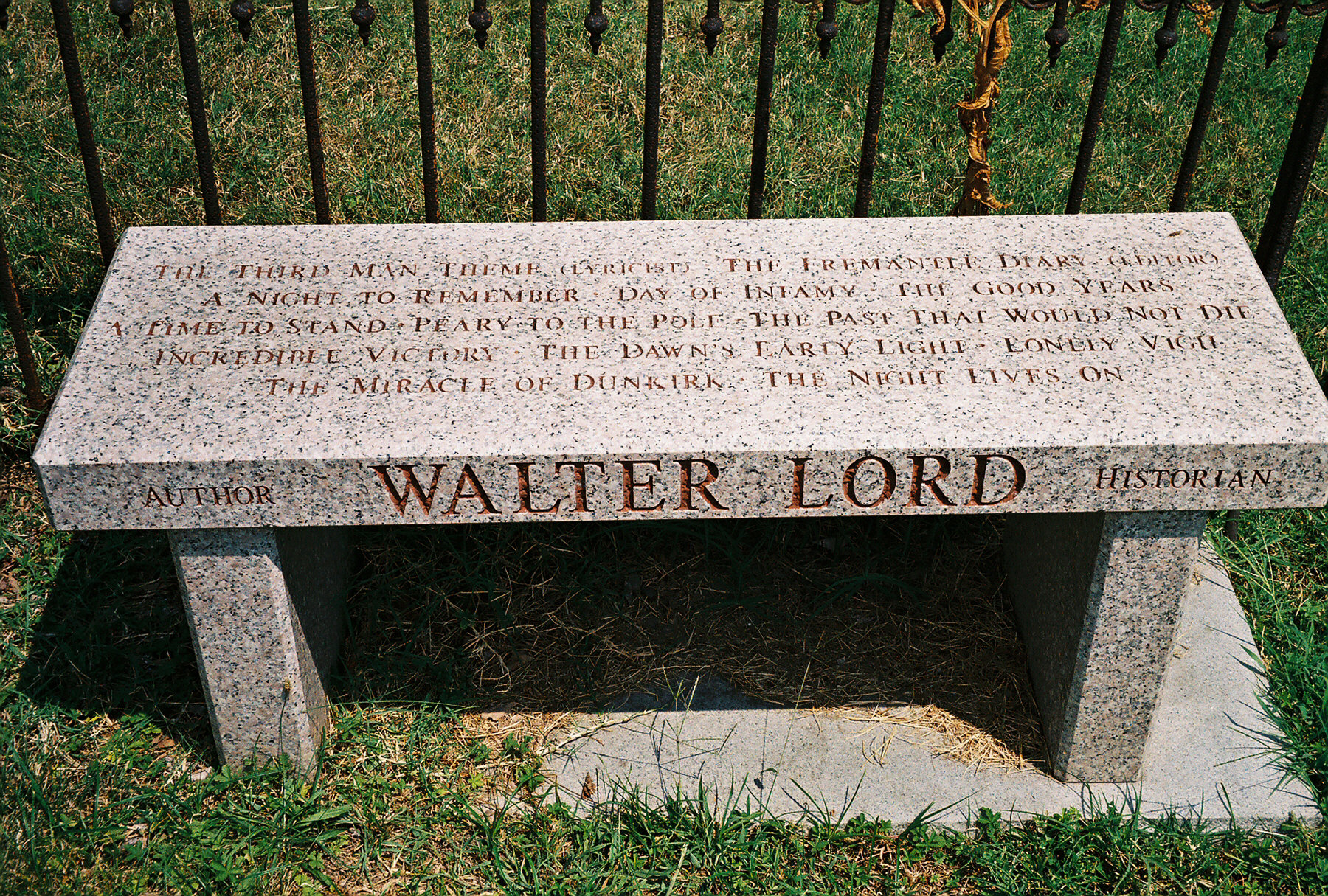
Мемориальная скамья памяти Уолтера Лорда

Вскоре, работая копирайтером в рекламном агентстве Дж. Уолтера Томпсона в Нью-Йорке, Лорд издал Дневник Фримантла, повествующий о поездке британского чиновника Артура Флемантле по Югу США в течение трёх месяцев в 1863 году.
В дальнейшем Лорд участвовал в лекциях и заседаниях Исторического общества «Титаника». В 1997 году он был консультантом режиссёра Джеймса Кэмерона при съёмках фильма «Титаник». В 2003 году документальный фильм «Призраки бездны: Титаник» был посвящён памяти Уолтера Лорда.

## Смерть

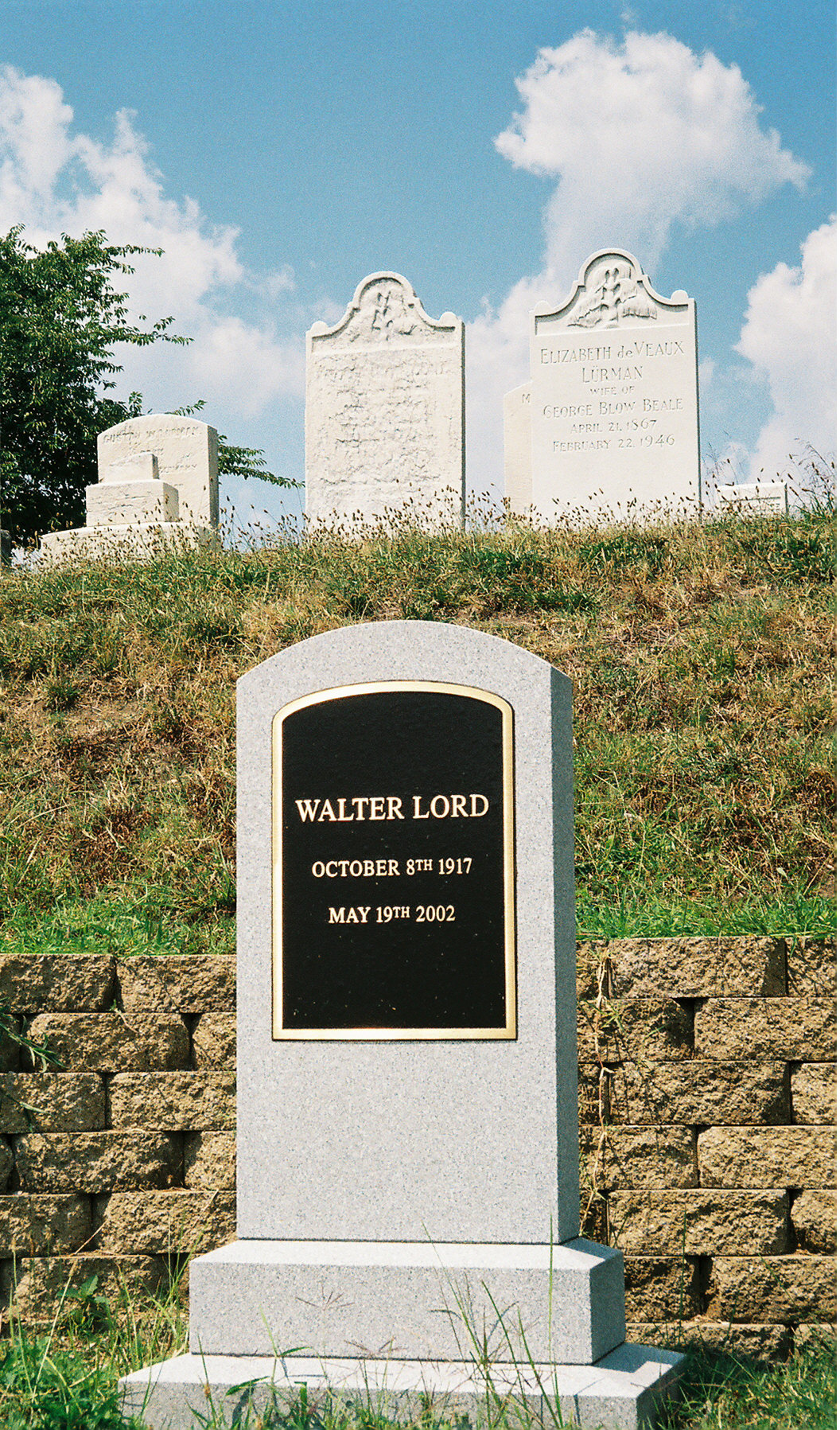
Надгробие Уолтера Лорда на кладбище Грин-Маунт

Уолтер Лорд скончался 19 мая 2002 года в Манхэттене, Нью-Йорк, после долгой борьбы с болезнью Паркинсона. Историк Дэвид Маккалоу сказал, что Лорд был одним из «самых щедрых и добрых писателей, которых я когда-либо знал. Я всегда буду обязан ему».
Лорда похоронили на историческом кладбище Грин-Маунт в Балтиморе. Также была установлена мемориальная скамья Лорда, с перечисленными его произведениями.
В 2009 году американский писатель Дженни Лоуренс выпустила биографическую книгу о жизни Уолтера Лорда.

## Публикации
Лорд опубликовал двенадцать исторических работ:
- Дневник Фремантле (1952)
- Последняя ночь (1955)
- День позора (1957)
- Хорошие годы (1960)
- Время стоять (1961)
- Пири и полюс (1963)
- Прошлое, что не умрёт (1965)
- Невероятная победа (1967)
- Ранний свет рассвета (1972)
- Одинокая бессменная вахта (1977)
- Чудо Дюнкерка (1982)
- Ночь живёт (1986)